# Smells Like Children
Smells Like Children es el primer EP de remixes y versiones del grupo estadounidense de metal industrial Marilyn Manson. Fue lanzado el 24 de octubre de 1995 en los Estados Unidos a través de Nothing e Interscope Records. Fue producido por Trent Reznor de Nine Inch Nails y el líder de la banda, Marilyn Manson. La liberación representa una época en que la banda estaba llena de drogas, abusos, tours, experimentos de sonido y también es una referencia al villano de «El niño guardián» de la película musical de 1968 Chitty Chitty Bang Bang.
El lanzamiento fue propuesto inicialmente para ser estrictamente un sencillo remix para la canción «Dope Hat», pero diversas contribuciones por el ingeniero y productor de Skinny Puppy Dave Ogilvie, el tecladista en vivo de Nine Inch Nails Charlie Clouser y nuevo material de la banda dio lugar a una combinación ecléctica y singular de material. Todas las ideas y las pistas de este álbum fueron creadas y compuestas durante todo el ciclo de la gira de Portrait of an American Family y es el primer trabajo de Marilyn Manson que presenta a los miembros que fueron estables en la alineación de la banda, Twiggy Ramirez en el bajo y Ginger Fish en la batería.
El álbum fue certificado platino por la Asociación de Industria Discográfica de Estados Unidos (RIAA), se llegaron a vender 4 000 000 de álbumes en todo el mundo. Encabezado por su único sencillo, una versión de "Sweet Dreams (Are Made of This)", originalmente escrita e interpretada por Eurythmics en 1983, el vídeo de la canción se convirtió en uno de los más reproducidos por MTV y ayudó a establecer a la banda como una de las más populares del momento. Además, este trabajo trae varios remixes, dos de «Dope Hat», dos de «Cake And Sodomy» y uno de "Organ Grinder" y tres versiones: la ya mencionada «Sweet Dreams (Are Made of This)», «I Put A Spell On You» de Screamin' Jay Hawkins y «Rock 'n' Roll Nigger» de Patty Smith.

## Lista de canciones
| N.º | Título                                                                                        | Duración |  |
| 1.  | «The Hands of Small Children»                                                                 | 1:35     |  |
| 2.  | «Diary of a Dope Fiend» (Regrabación de "Dope Hat")                                           | 5:56     |  |
| 3.  | «Shitty Chicken Gang Bang»                                                                    | 1:19     |  |
| 4.  | «Kiddie Grinder (Remix)» (Remix de "Organ Grinder")                                           | 4:23     |  |
| 5.  | «Sympathy for the Parents»                                                                    | 1:01     |  |
| 6.  | «Sweet Dreams (Are Made Of This)» (Versión de Eurythmics)                                     | 4:53     |  |
| 7.  | «Everlasting Cocksucker (Remix)» (Remix de "Cake and Sodomy")                                 | 5:14     |  |
| 8.  | «Fuck Frankie»                                                                                | 1:48     |  |
| 9.  | «I Put a Spell on You» (Versión de Screamin' Jay Hawkins)                                     | 3:37     |  |
| 10. | «May Cause Discoloration of the Urine or Feces»                                               | 3:59     |  |
| 11. | «Scabs, Guns and Peanut Butter»                                                               | 1:01     |  |
| 12. | «Dance of the Dope Hats (Remix)» (Remix de "Dope Hat", contiene samples de "Cake and Sodomy") | 4:40     |  |
| 13. | «White Trash (Remixed by Tony F. Wiggins)» (Utiliza letras de "Cake and Sodomy")              | 2:48     |  |
| 14. | «Dancing with the One-Legged...»                                                              | 0:46     |  |
| 15. | «Rock 'n' Roll Nigger» (Versión de Patti Smith)                                               | 3:32     |  |
| 16. | «Track 16» (La primera parte es una versión alternativa de "Shitty Chicken Gang Bang")        | 8:20     |  |

### Versión promocional
| N.º | Título                                                                                               | Duración |  |
| 1.  | «Abuse, Part 1 (There is Pain Involved)» (Luego remplazada por "The Hands of Small Children")        | 1:35     |  |
| 2.  | «Diary of a Dope Fiend»                                                                              | 5:56     |  |
| 3.  | «Shitty Chicken Gang Bang» (Contiene samples de Chitty Chitty Bang Bang)                             | 1:29     |  |
| 4.  | «Kiddie Grinder (Remix)» (Contiene samples de Chitty Chitty Bang Bang)                               | 4:34     |  |
| 5.  | «Sympathy for the Parents»                                                                           | 1:01     |  |
| 6.  | «Sweet Dreams (Are Made of This)»                                                                    | 4:53     |  |
| 7.  | «Everlasting Cocksucker (Remix)» (Contiene samples de Willy Wonka & the Chocolate Factory)           | 5:14     |  |
| 8.  | «Fuck Frankie»                                                                                       | 1:48     |  |
| 9.  | «I Put a Spell on You»                                                                               | 3:37     |  |
| 10. | «Abuse, Part 2 (Confessions)» (Luego remplazada por "May Cause Discoloration of the Urine or Feces") | 2:45     |  |
| 11. | «Scabs, Guns and Peanut Butter» (Canales invertidos)                                                 | 1:01     |  |
| 12. | «Dance of the Dope Hats (Remix)»                                                                     | 4:40     |  |
| 13. | «White Trash (Remixed by Tony F. Wiggins)»                                                           | 2:48     |  |
| 14. | «Dancing with the One-Legged...»                                                                     | 0:46     |  |
| 15. | «Rock 'n' Roll Nigger»                                                                               | 3:32     |  |
| 16. | «Track 16»                                                                                           | 8:20     |  |

## Canciones

### The Hands of Small Children
Es la primera pista del álbum, son 1:34 minutos de un escalofriante intro instrumental.

### Diary of a Dope Fiend
Es un remix de Dope Hat del álbum Portrait of An American Family, no tiene créditos, ya que es la misma pista, solo que la regrabaron con un ritmo más lento.

### Shitty Chicken Gang Bang
Es la tercera pista del álbum, otro instrumental.

### Kiddie Grinder
Es un remix de Organ Grinder, que fue remixzado por Dave Ogilvie con Joe Bishara y Valcie Antonio.

### Sympathy for the Parents
Es la quinta canción del disco. Es un extracto de una entrevista de Manson en el programa de Phil Donahue en 1994.

### Sweet Dreams (Are Made of This)
Sexta canción de Smells Like Children, también es el primer y único sencillo. Originalmente escrita e interpretada por Eurythmics en 1982.  La canción se convirtió en un video clásico de MTV de esa época, que ayudó a que la banda «saltara a la fama».

### Everlasting Cocksucker
Séptima canción del disco, es un remix de Cake & Sodomy, del álbum Portrait of An American Family de 1994. Fue mezclada por un integrante de Nine Inch Nails, Charlie Clouser.

### Fuck Frankie
Es la octava canción. Es un intermedio compuesto por una muestra de Manson interpretando a una prostituta y un abusador, este instruye a la prostituta de repetir la frase "Fuck Frankie" una y otra vez. El "Frankie" a que se refiere en la canción es Frankie Proia, gerente de la gira de Marilyn Manson, durante la gira Portrait of And American Family Tour djo: "gasto $ 20,000 en cosas que no podía explicar".

### I Put a Spell on You
Es un cover de la canción del autor Screamin' Jay Hawkins de 1956.

### May Cause Discoloration of the Urine or Feces
Es un intermedio compuesto por una muestra de una conversación telefónica entre Barb Warner (la madre de Marilyn Manson) y su abuela, Blanche Wyer, en relación con subconsumo de Barb de sus píldoras Procardia.

### Scabs, Guns and Peanut Butter
Es la décima primera canción; el ritmo es más lento, se escuchan las voces de Twiggy Ramirez tarareando.

### Dance of the Dope Hats
Otro remix de Dope Hat. La canción fue remezclada por Dave Ogilvie con Joe Bishara y Valcie Antonio.

### White Trash
Se trata de una  regrabación acústica de la canción Cake & Sodomy, interpretada por Tony Wiggins y con versos diferentes de las que se encuentran en la versión original.

### Dancing with the One-Legged...
Es una parte de un programa de entrevistas de 1994 con  Phil Donahue, "The one-legged".

### Rock 'n' Roll Nigger
Cover de Patti Smith de 1978.

### Untitled
Es la décima sexta canción, fue la pista oculta o no aparecida.

## Miembros
Marilyn Manson
- Marilyn Manson: Vocalista
- Twiggy Ramirez: Bajista
- Daisy Berkowitz: Guitarrista
- Madonna Wayne Gacy: Teclista
- Ginger Fish: Baterista

Producción
- Chris Vrenna – Programación
- Sean Beavan – Ingeniero
- Tony F. Wiggins – Voces
- Frankie Proia – Gestión
- Joseph Cultice – Fotografía
- Gary Talpas – Dirección de arte, diseño

## Posición en las listas
| Listas 1995                     |     |
| ------------------------------- | --- |
| Billboard 200                   | 31  |
| Canadian Albums Chart           | 42  |
| Mexican Albums Chart (AMPROFON) | 134 |